# Lista de filmes portugueses de 1930
Lista de filmes portugueses de longa-metragem lançados comercialmente em Portugal em 1930, nas salas de cinema.
Notas: Na secção coprodução, passando o cursor sobre a bandeira aparecerá o nome do país correspondente.
| # | Filme                     | Realização            | Género           | Estreia         | Coprodução |
| - | ------------------------- | --------------------- | ---------------- | --------------- | ---------- |
| 1 | A Castelã das Berlengas   | António Leitão        | Drama, ação      | 12 de maio      | —          |
| 2 | José do Telhado           | Rino Lupo             | Drama            | 3 de abril      | —          |
| 3 | Lisboa, Crónica Anedótica | José Leitão de Barros | Comédia          | 1 de abril      | —          |
| 4 | Maria do Mar              | José Leitão de Barros | Drama            | 20 de maio      | —          |
| 5 | Ver e Amar!               | Chianca de Garcia     | Comédia, musical | 25 de fevereiro | —          |